# Federschwanz-Spitzhörnchen
Das Federschwanz-Spitzhörnchen (Ptilocercus lowii) ist eine Säugetierart aus der Ordnung der Spitzhörnchen (Scandentia). Innerhalb dieser Ordnung nimmt es eine Sonderstellung ein und wird in eine eigene Familie, Ptilocercidae, eingeordnet.

## Merkmale
Auffälligstes Merkmal dieses Tieres ist der Schwanz. Dieser ist dunkel gefärbt und nackt mit Ausnahme der Spitze, welche mit weißen Haaren versehen ist. Diesem federähnlichen Gebilde verdankt die Art auch ihren Namen. Der übrige Körper ist graubraun gefärbt und weist die übliche langgezogene Schnauze der Spitzhörnchen auf. Allerdings sind die Ohren größer und dünner als bei anderen Arten. Die Kopfrumpflänge des Federschwanz-Spitzhörnchens beträgt 10 bis 14 Zentimeter, der Schwanz ist rund 13 bis 19 Zentimeter lang.

## Verbreitung und Lebensraum

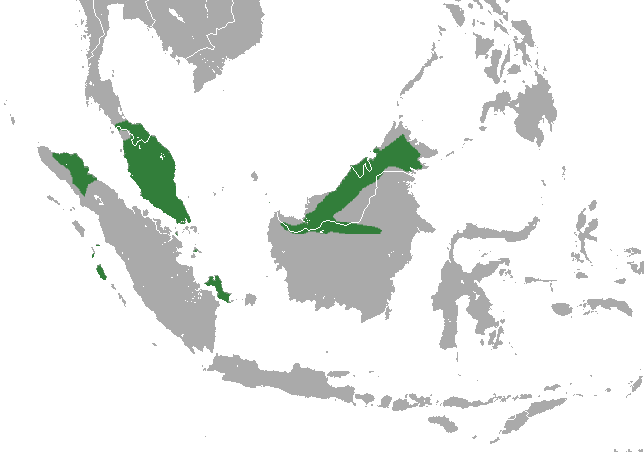
Das Verbreitungsgebiet des Federschwanz-Spitzhörnchens

Die Malaiische Halbinsel, Sumatra, der nördliche und westliche Teil Borneos sowie kleinere vorgelagerte Inseln sind die Heimat dieser Tiere. Ihr Lebensraum sind Wälder bis in rund 1000 Meter Seehöhe.

## Lebensweise
Als einzige Spitzhörnchenart sind Federschwanz-Spitzhörnchen nachtaktiv. Sie sind Baumbewohner, die ausgezeichnet klettern und springen können. Der auffällige Schwanz dient dabei der Balance, möglicherweise auch dem Tastsinn. Tagsüber ruhen sie zusammengerollt in selbstgebauten, aus Blättern und Zweigen errichteten Nestern.

## Ernährung
Die Nahrung dieser Tiere besteht aus Insekten, kleinen Wirbeltieren, wie etwa Geckos, sowie Früchten.
Nach einer 2008 veröffentlichten Studie nehmen diese Spitzhörnchen häufig den vergorenen Nektar der Bertrampalme (Eugeissona tristis) zu sich, der einen Alkoholgehalt von bis zu 3,8 Prozent aufweisen kann. Sie zeigen dabei keine Anzeichen von Trunkenheit, können also den Alkohol offensichtlich effizient abbauen. Nach Meinung der Forscher könnte der Alkohol aber positive psychologische Effekte haben.

## Fortpflanzung
Über die Fortpflanzung dieser Tiere ist wenig bekannt. Die Tragzeit wird auf 45 bis 55 Tage und die Wurfgröße auf eins bis vier geschätzt. Ob das Verhalten des sporadischen Säugens, das bei anderen Spitzhörnchen verbreitet ist, auch bei ihnen auftritt, ist nicht bekannt.

## Bedrohung
Auch über den Gefährdungsgrad lassen sich keine genauen Angaben machen. Das relativ große Verbreitungsgebiet ist wohl ein Grund, dass sie im Vergleich zu anderen Arten weniger bedroht sind.